# Punta Isaacson
La punta Isaacson es una punta que marca el extremo sudeste de la isla de Bellingshausen, perteneciente a las islas Tule del Sur, en las islas Sandwich del Sur. La Dirección de Sistemas de Información Geográfica de la provincia de Tierra del Fuego cita la punta en las coordenadas 59°25′28″S 27°04′24″O / -59.42444, -27.07333, y al noroeste de la misma se encuentra la punta Hardy.
En esta punta se ubica uno de los puntos que determinan las líneas de base de la República Argentina, a partir de las cuales se miden los espacios marítimos que rodean al archipiélago.

## Historia
Fue nombrada en 1930 por el personal británico de Investigaciones Discovery a bordo del RRS Discovery II haciendo referencia a la señora S. M. Isaacson, asistente del Comité Discovery.
La isla nunca fue habitada ni ocupada, y como el resto de las Sandwich del Sur se encuentra bajo control del Reino Unido que la hace parte del territorio británico de ultramar de las Islas Georgias del Sur y Sandwich del Sur, y es reclamada por la República Argentina, que la hace parte del departamento Islas del Atlántico Sur dentro de la provincia de Tierra del Fuego, Antártida e Islas del Atlántico Sur.